# Экзельман, Изидор
Реми Жозеф Изидор Экзельман (фр. Rémy Joseph Isidore Exelmans; 1775—1852) — французский военный и государственный деятель, граф Империи (28 сентября 1813), пэр Франции (2 июня 1815), маршал Франции (10 марта 1851), участник революционных и наполеоновских войн.

## Биография
Изидор Экзельман родился 13 ноября 1775 года в Бар-ле-Дюк, сын купца. 6 сентября 1791 года вступил на военную службу в 3-й батальон волонтёров Мёза.
В кампаниях 1792—1796 годов Экзельман состоял в Мозельской и Маасской армиях под командованием генерала Удино, отличился в сражениях при Вальми и Флёрюсе. 22 октября 1796 года произведён в лейтенанты.
С 1797 года Экзельман находился в Итальянской армии, служил в 34-й и 43-й полубригадах линейной пехоты, с 19 июня 1798 года состоял адъютантом генерала Эбле. Во время войны в Италии против России и Австрии Экзельман отличился при покорении Апулии и в сражении при Адде и 13 апреля 1799 года произведён в капитаны 16-го драгунского полка. В следующем году он отличился под Кремоной. С 21 июля 1799 года по 20 мая 1801 года выполнял функции адъютанта генерала Бруссье.
С 21 мая 1801 года адъютант генерала Мюрата. В кампании 1805 года в Австрии отличился в сражении при Вертингене, где под ним были убиты три лошади, после чего представил Императору знамёна, захваченные у врага и заслужил поздравления последнего: «Я уверен, что невозможно быть храбрее вас». Также за этот бой он был награждён офицерским крестом ордена Почётного легиона, ставим таким образом первым удостоившимся данной награды в боевой обстановке. Далее Экзельман участвовал в битвах при Амштеттене, где под ним была убита лошадь и Аустерлице.
27 декабря 1805 года Экзельман произведён в полковники, и получил в командование 1-й конно-егерский полк. Совершил с ним поход 1806—1807 годов в Восточной Пруссии в составе лёгкой кавалерии 3-го корпуса Даву. В этой кампании он сражался при Ауэрштедте и Прейсиш-Эйлау, 14 мая 1807 года получил чин бригадного генерала и с 16 мая 1807 года по 9 июля 1812 года вновь выполнял функции адъютанта у Мюрата. Отличился в сражении при Гейльсберге. 19 марта 1808 года Наполеон даровал ему баронский титул.
В 1808 году Экзельман отбыл с Мюратом в Испанию, однако здесь удача изменила ему — 16 августа 1808 года он был захвачен испанскими партизанами в плен и передан англичанам. Некоторое время он содержался на Майорке, потом в Англии. В апреле 1811 года он вместе с полковником Лагранжем сумел украсть лодку и на ней переплыть Ла-Манш. 24 декабря 1811 года Наполеон назначил Экзельмана майором конных егерей Императорской гвардии.
При начале вторжения Великой армии в Россию Экзельман командовал с 27 июля гвардейскими конными гренадерами. После Бородинского сражения 8 сентября он был произведён в дивизионные генералы, а 9 сентября сменил генерала Пажоля на посту командира 2-й лёгкой кавалерийской дивизии 2-го кавалерийского корпуса. 4 октября был ранен на реке Чернишне. При отступлении французов из России Экзельман был ранен 10 декабря под Вильно.
С 15 февраля 1813 года Экзельман командовал 4-й дивизией лёгкой кавалерии 2-го кавалерийского корпуса. Участвовал в сражениях при Баутцене, Лейпциге и Ханау. Затем он сражался в Голландии и Шампани, в феврале 1814 года отличился при Краоне и Арси-сюр-Об. 28 сентября 1813 года получил титул графа империи.
При Первой реставрации Экзельман сначала был подтверждён в своих титулах и наградах, был генерал-инспектором кавалерии, однако, обвинённый в заговоре против короля, он бежал в Лилль, где был схвачен. 23 февраля 1815 года суд под председательством Друэ д’Эрлона вынес Экзельману оправдательный вердикт.
Когда Наполеон бежал с острова Эльбы Экзельман одним из первых приветствовал его и был деятельным участником восстановления власти Наполеона во Франции. 2 июня 1815 года стал пэром Франции. В кампании Ста дней Экзельман командовал с 31 марта сперва 1-й кавалерийской дивизией, с 5 июня – 2-м кавалерийским корпусом Северной армии. В сражении при Линьи его действия сыграли ключевую роль. Затем искусным манёвром он сумел притормозить движение корпуса Блюхера, который в итоге опоздал к битве при Ватерлоо. Несмотря на разгром при Ватерлоо французской армии, Экзельман не сложил оружия и продолжил сопротивление союзникам до самого отречения Наполеона. На его счету и самая последняя победа французов в кампании Ста дней, когда в бою при Роканкуре он с 1000 кавалеристов разбил бригаду прусских гусар.
После капитуляции Парижа Экзельман уехал в Клермон, где находился до увольнения со службы. Объявленный вне закона он сумел бежать в Брюссель, проживал в Льеже и Нассау. По объявлении амнистии Экзельман вернулся во Францию и был зачислен в Генеральный штаб. 7 мая 1828 года он был назначен генерал-инспектором всей французской кавалерии.
В 1830 году Экзельман активно участвовал в июльской революции, действуя совместно с генералом Пажолем он привел в Париж отряды повстанцев. 13 ноября 1831 года он был сделан пэром Франции.
В августе 1849 года Экзельман был назначен Великим канцлером ордена Почётного легиона, 10 марта 1851 года он получил чин маршала Франции и звание пожизненного сенатора.
22 июля 1852 года в Сен-Клу он упал с лошади и разбил голову. В тот же день скончался.
Впоследствии его имя было выбито на Триумфальной арке в Париже.
Его сын Жозеф Морис был вице-адмиралом.
Именем генерала Экзельмана в Париже названы бульвар и станция метро.

## Воинские звания
- Сержант (11 января 1792 года);
- Младший лейтенант (22 октября 1796 года);
- Лейтенант (19 июня 1798 года);
- Капитан (13 апреля 1799 года, утверждён 8 июля 1800 года);
- Командир эскадрона (3 октября 1803 года);
- Полковник (27 декабря 1805 года);
- Бригадный генерал (14 мая 1807 года);
- Дивизионный генерал (8 сентября 1812 года);
- Маршал Франции (10 марта 1851 года).

## Титулы
- Барон Экзельман и Империи (фр. baron Exelmans et de l'Empire; декрет от 19 марта 1808 года, патент подтверждён 13 мая 1812 года)[1].
- Граф Экзельман и Империи (фр. comte Exelmans et de l'Empire; декрет от 28 марта 1813 года, патент подтверждён 28 сентября 1813 года)[1].

Герб барона
Герб графа
Герб маршала Франции

## Награды
Легионер ордена Почётного легиона (14 июня 1804 года)
 Офицер ордена Почётного легиона (19 октября 1805 года)
 Высший член королевского ордена Обеих Сицилий (1808 год)
 Великий офицер ордена Почётного легиона (7 ноября 1813 года)
 Кавалер военного ордена Святого Людовика (19 июля 1814 года)
 Большой крест ордена Почётного легион (21 августа 1830 года)
 Великий канцлер ордена Почётного легиона (с 15 августа 1849 года по 22 июля 1852 года)

## Образ в кино
- «Битва при Аустерлице» (Франция, Италия, Югославия, 1960) — Ги Делорм